# 秋山薊二
秋山 薊二（あきやま けいじ、昭和22年（1947年） - ）は、日本の社会学者、関東学院大学名誉教授。社会福祉援助技術、ソーシャルワーク論を専門にしている。

## 来歴
ランバス大学（メジャー・社会学）卒業。1977年ダルハウジー大学大学院修士課程修了、MSW。弘前学院短期大学を経て関東学院大学文学部現代社会学科教授、文学部長（2007.4〜2012.3）、2017年4月より関東学院大学名誉教授。ジェネラル・ソーシャルワークの立場から、ソーシャルワークの基礎理論研究を行っている。

## ソーシャルワーク統合化とジェネラル・ソーシャルワーク
社会福祉の実践方法であるソーシャルワークは、従来のケースワーク、グループワーク、コミュニティ・オーガニゼーションの三方法の分立から、一般システム理論（ルートヴィヒ・フォン・ベルタランフィ）の影響を受け、ピンカスとミナハン（1973年）、秋山の恩師であるハワード・ゴールドシュタイン（1973年）、スペクトとビッケリー（1977年）、生態学的アプローチのジャーメインら（1980年）の業績により、現在はソーシャルワーク方法の統合化＝統合ソーシャルワークの思考を導くに至っている。ジェネラル・ソーシャルワークは、統合ソーシャルワークとほぼ同義である。一方でジェネラリスト・ソーシャルワークという用語も知られている。
秋山によれば①ジェネラル・ソーシャルワークとジェネラリスト・ソーシャルワークは基本的には同じ概念であること、②ジェネラルは方法の統合を、ジェネラリストは分野の統合を基本的に指向していること、③現在では分野統合を基本にしたジェネラリスト・ソーシャルワークが定着しているという。そこで太田義弘、秋山薊二が方法の統合化に焦点をあてる意図を込めてジェネラル・ソーシャルワークと呼んでいる。

## エビデンス・ベイスド・ソーシャルワーク
秋山は2005年オックスフォード大学（Oxford University, Department of Social Policy and Intervention)の客員研究員であった際に、英語圏諸国で普及が始まったエビデンス（証拠）に基づく実践（EBP）の原理・方法に関して「Evidence-Basedソーシャルワークの理論と方法」（下記論文参照）と題する論文を著した。これはエビデンスに基づくソーシャルワーク（EBSW）の概念、原理とその体系的思考方法を初めて日本に導入した論文である。これを契機に、斯界ではEBPやEBSWの検討や是非などについて言及する議論が始まっている。

## レジリエンスとソーシャルワーク
2012年6月、第29回日本ソーシャルワーク学会大会（大会テーマ：「リジリエンスによるソーシャルワーク論とその実践」）が関東学院大学金沢文庫キャンパスで開催された。その際秋山は大会長として、世界的に著名なリジリエンスの研究者、マイケル・ウンガー（Michael Ungar)をカナダ・ダルハウジー大学・リジリエンス研究センター（RRC：Resilience Research Centre)より招聘し、ウンガ－が大会の主題講演を行った。リジリエンス概念の日本への導入に尽力している。なお、秋山もリジリエンス研究を行っており、リジリエンスに関する論文を発表している。2023年11月には『レジリエンス研究：レジリエンス思考に基づくソーシャルワーク』を刊行し、レジリエンス概念の整序と定義を通しレジリエンス思考を導き、そこから実践方法を提示することにより、レジリエンス思考の敷衍に努めている。

## 著書
- 『ソーシャル・ワークーその過程』（太田義弘らとの共著）海声社（1984年）
- 『ケースワーク』（共著）川島書店（1998年）
- 『ジェネラル・ソーシャルワーク』（太田義弘らとの編著）光生館（1999年）
- 『戦後社会福祉の総括と二一世紀への展望Ⅳ　実践方法と援助技術』(分担執筆)　ドメス出版(2002年)
- 『教育研究とエビデンス　－国際的動向と日本の現状と課題』(分担執筆)　明石書店(2012年)
- 『レジリエンス研究：レジリエンス思考に基づくソーシャルワーク』福村出版(2023年)

## 論文
- 『ソーシャルワークの理論モデル再考──統合モデルの理論的背景、実践過程の特徴、今後の課題』、ソーシャルワーク研究、vol.21, No3、（1995年、相川書房）
- 『ジェネラル・ソーシャルワークの基本的立場と方法』ソーシャルワーク研究vol.24, No1（1998年,相川書房）
- 『社会構成主義とナラティブ・アプローチ－ソーシャルワークの視点から－』人文科学研究所報第27号（2004年,関東学院大学）
- 『Evidence-Basedソーシャルワークの理念と方法』ソーシャルワーク研究vol.31, No2（2005年,相川書房：下記の秋山研究室HP参照）
- 「A comparison between Japanese and British research papers in key academic journals」International Social Work, 50(2), March 2007, pp.255-264（Ann BUCHANAN との共著）．
- 「エビデンスに基づくソーシャルワーク（ＥＢＰ、ＥＰＳ）に対する誤解の諸相－ＥＢＰの実相とＰＢＲ－」『関東学院大学文学部紀要』第112号（2008年).
- 「エビデンスに基づく実践（EBP)からエビデンス情報に基づく実践（EIP）へ－ソーシャルワーク（社会福祉実践）と教育実践に通底する視点から－」『国立教育政策研究所紀要』 第140集, 2011年3月.
- 「自然災害に見るコミュニティのリジリエンスとソーシャルワーク」『関東学院大学人文学会紀要』2015年、第132号
- ｢コミュニティ・レジリエンスと地域福祉－レジリエンスがもたらす生態、資源、資本を基盤にした地域福祉にむけて－｣『地域福祉研究』No.50, 日本生命済生会, 2022年3月.